# Hulja
Hulja (německy Huljal) je městečko v estonském kraji Lääne-Virumaa, samosprávně patřící do obce Kadrina.